# Charles D. Kimball
Charles Dean Kimball, född 13 september 1859, död 8 december 1930, var en amerikansk politiker och guvernör i Rhode Island.

## Tidigt liv
Kimball föddes i Providence, Rhode Island som son till Emery S. Kimball and Mary C. Kimball (född Briggs). Han gifte sig med Gertrude C. Greenalgh den 24 november 1885. Sedan han gått ut skolan gjorde han karriär i affärslivet.

## Politisk karriär
Kimball var republikan. Han var ledamot av Rhode Islands representanthus 1894-99 och viceguvernör i Rhode Island 1900-01. Han blev tillförordnad guvernör sedan den sittande guvernören William Gregory avlidit den 16 december 1901. Han satt som guvernör till den 3 januari 1903, sedan han förlorat valet till demokraten Lucius F.C. Garvin. Kimball arbetade för att ändra delstatens grundlag så att guvernören skulle få veto och att det skulle vara allmänna val i delstaten vartannat i stället för varje år, och båda dessa förändringar genomfördes.
Kimball var aktiv medlem i frimurarorden.
Han avled den 8 december 1930 och begravdes på Swan Point Cemetery, Providence, Rhode Island.